# Centrum (algebra)
A centrum a matematika absztrakt algebra nevű ágában egy- vagy kétműveletes struktúrák alaphalmazának (univerzumának) olyan részhalmazát, esetleg a struktúra olyan részstruktúráját jelenti, melynek minden eleme felcserélhető az alaphalmaz összes többi elemével a struktúra adott bináris műveletét végezve.
Másképp, ha adott egy G = (U,×) grupoid, ahol × egy kétváltozós művelet U-n; akkor e grupoid centruma a
 halmaz.
Ha egy R = (U,+,×) kétműveletes algebrai struktúra, általában gyűrű van adva, akkor ennek centruma a multiplikatív (U,*) grupoid centruma (gyűrűkben ugyanis (U,+) kommutatív csoport, melynek centruma triviálisan önmaga).
A Lie-algebrák elméletében értelmezhető egy fogalom, melyet szintén „centrumnak” neveznek, erről ld. ott.

## Egységelemes grupoid centruma
Ha G = (U, ×, e) egységelemes grupoid, azaz az e∈U elemre teljesül tetszőleges G-beli x elem esetén ex = xe = x ; akkor az egységelem természetesen definíciója szerint centrumelem, azaz ez esetben {\displaystyle e\in Z_{G}\neq \emptyset }.

## Félcsoport centruma
Ha G egy félcsoport, azaz × asszociatív művelet, akkor Z = Z(G)≤G rész-félcsoportja G-nek, azaz zárt a × szorzásra.
Az asszociativitás szerint ugyanis minden a,b,c∈G-re (ab)c = a(bc), tehát a u,z∈Z, azaz ux = xu és zx = xz tetszőleges G-beli x-re, akkor (uz)x = (u)(zx) = (u)(xz) = (ux)z = (xu)z = x(uz), tehát (uz)x = x(uz), az uz elem felcserélhető eszerint bármely G-beli elemmel, ha u és z is; s eszerint eleme Z-nek.

## Csoport centruma
Ha G = (U, ×, e) egy csoport, azaz × az asszociativitáson kívül még invertálható művelet, tehát létezik az e egységelem; továbbá minden g∈G-hez egy g−1∈G úgy, hogy g×g−1 = g−1×g = e, akkor a G struktúra centruma is részstruktúra G-ben, azaz Z = Z(G) részcsoport G-ben.
Hogy Z(G) = Z zárt a × műveletre, azt fentebb már láttuk. Hogy Z nem üres, azaz az egységelem az eleme, fentebb azt is láttuk. Elegendő tehát a Z invertálhatóságát belátni. Ez abból a tételből következik, hogy (ab)−1 = b−1a−1 tetszőleges G csoportban. Ekkor ugyanis ha z∈Z, azaz minden x-re zx = xz, akkor ezt az egyenlőséget invertálva, a bal oldalból (zx)−1 = x−1z−1 lesz, míg a jobb oldalból (xz)−1 = z−1x−1 , és ezek továbbra is egyenlőek: x−1z−1 = z−1x−1 ; s utóbbi (figyelembe véve, hogy az i(x): G→G; i(x) = x−1 leképezés szürjektív) épp azt jelenti, z−1∈Z is centrumelem.
Ennél több is teljesül, nevezetesen a centrum normálosztó G-ben. Ez adódik a definícióból, hisz egy G csoport (tartóhalmazának) nem üres N részhalmaza definíció szerint épp akkor normálosztó, ha {\displaystyle \forall g\in G\ :\ g\times N=N\times g} .
A fenti állítás egy gyakran előforduló másféle bizonyítása a konjugálás nevű műveletre építkezik. Ha a,b∈G, akkor az a elem b-vel való konjugáltjának az a°b := b−1ab elemet nevezzük; nem nehéz belátni, hogy egy egy N≤G részcsoport akkor és csak akkor normális részcsoport G-ben, ha bármely elemének bármely G-beli elemmel való konjugáltja N-beli, azaz ha G−1NG=N.
- Ezt nem nehéz belátni: N definíció szerint akkor normális részcsoport, ha aN = Na bármely G-beli a-ra, azaz ha vannak olyan N-beli n,m elemek, hogy an = ma legyen, ekkor jobbról szorozva a inverzével, n°a = ana−1 = m∈N tényleg igaz; ha pedig ez utóbbi igaz, akkor jobbról szorozva a-val an = ma adódik. Tehát a normálosztóság a konjugálással valóban így jellemezhető.
- Ha pedig így van, akkor elegendő megmutatni, hogy centrumelem bármely konjugáltja is centrumelem, és ebből következik, hogy a centrum normálosztó. Ha c∈Z(G), akkor tetszőleges g∈G-re gc = cg, ekkor szorozva g inverzével jobbról, gcg−1 = c ∈ Z(G), tehát Z(G) normálosztó. Sőt az is látható, hogy épp a centrum elemei azok, melyeket bármely elemmel való konjugálás helybenhagy.

Ezeken túlmenően Z(G) karakterisztikus, de nem feltétlenül teljesen karakterisztikus részcsoport.

## Néhány példa
- A Dn diédercsoport centruma páratlan n-re az egységelemből álló triviális részcsoport, páros n-re pedig az egységelemből, és a 180°-os forgatásból álló részcsoport.
- A Q = {1, −1, i, −i, j, −j, k, −k} kvaterniócsoport centruma Z(Q)={1, −1}.

Nyolcadrendű kvaterniócsoport bármely részcsoportja normális, mert a kvaterniócsoport részcsoportjai Lagrange tétele szerint vagy negyedrendűek vagy másodrendűek.
Mivel az a2 az egyetlen másodrendű elem így ez felcserélhető az összes elemmel, ezért ez normális.
A negyedrendű részcsoportok indexe 2 és a 2 indexű csoportok normálisak.

## Gyűrű centruma
Az R = (U, +, × ) gyűrű centruma az R* := (R\{0} , ×) multiplikatív félcsoport centruma a nullelemmel bővítve, jele C(R). Tehát a centrum most is a minden elemmel felcserélhetően szorozható elemek halmaza (a nullelem kivételével).
Ez részgyűrű, ugyanis nem üres (a 0 biztosan eleme); ha a,b∈C(R), akkor xa=ax és xb=bx tetszőleges x∈R esetén, ekkor (a+b)x = ax+bx = xa+xb = x(a+b), tehát a+b is centrumelem, C(R) zárt az összeadásra; azonkívül (ab)x = a(bx) = a(xb) = (ax)b = (xa)b = x(ab), azaz ab is centrumelem, tehát C(R) zárt a szorzásra is. (C(R), +, ×)≤R az R gyűrű egy kommutatív részgyűrűje.